# 霍伊河 (埃默河支流)
51°51′58″N 9°5′58″E / 51.86611°N 9.09944°E

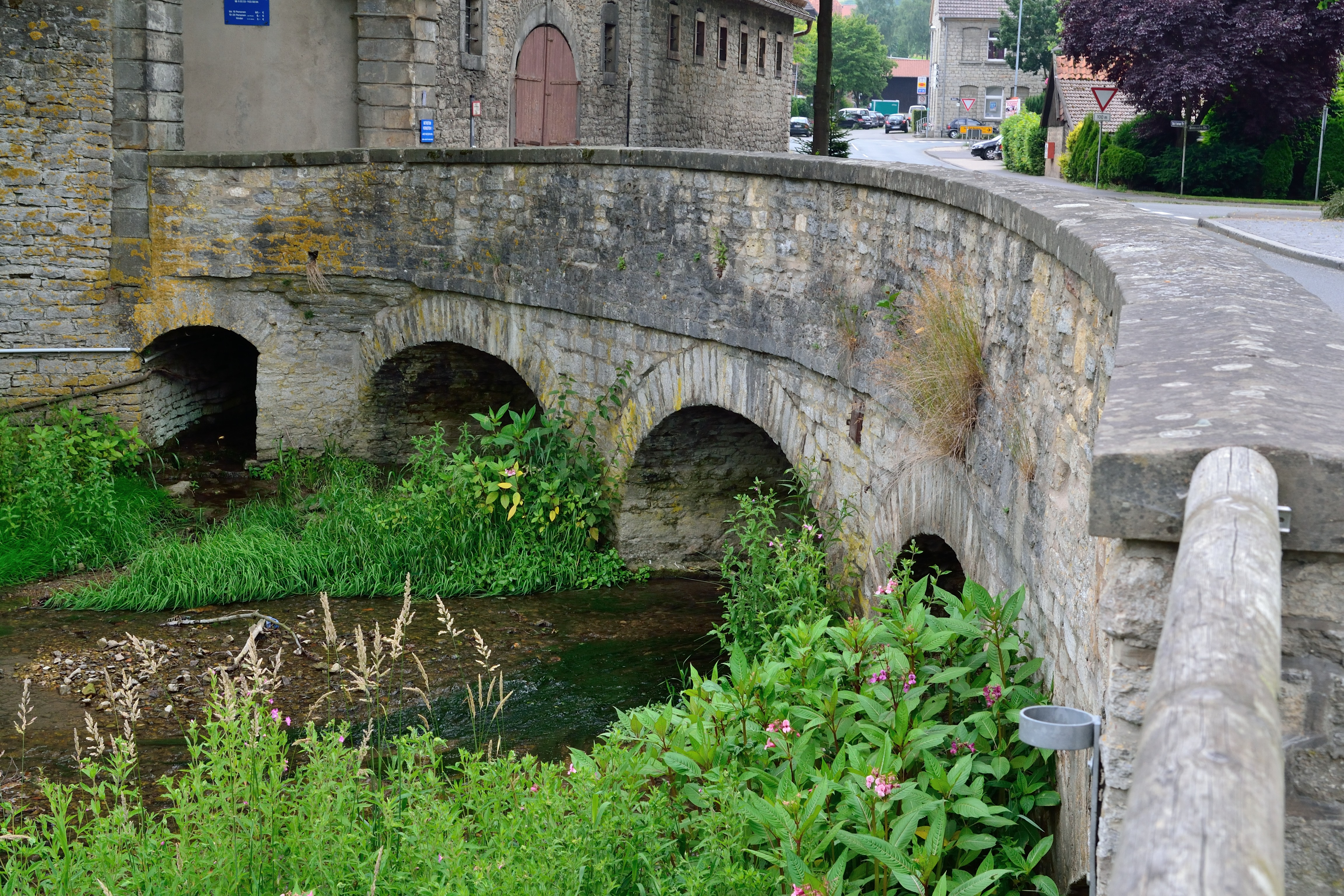

霍伊河（德語：Heubach）是德國的河流，位於該國西部，處於北萊茵-威斯特法倫州，屬於埃默河的左支流，河道全長17.6公里，流域面積61平方公里。